# Pathos della distanza

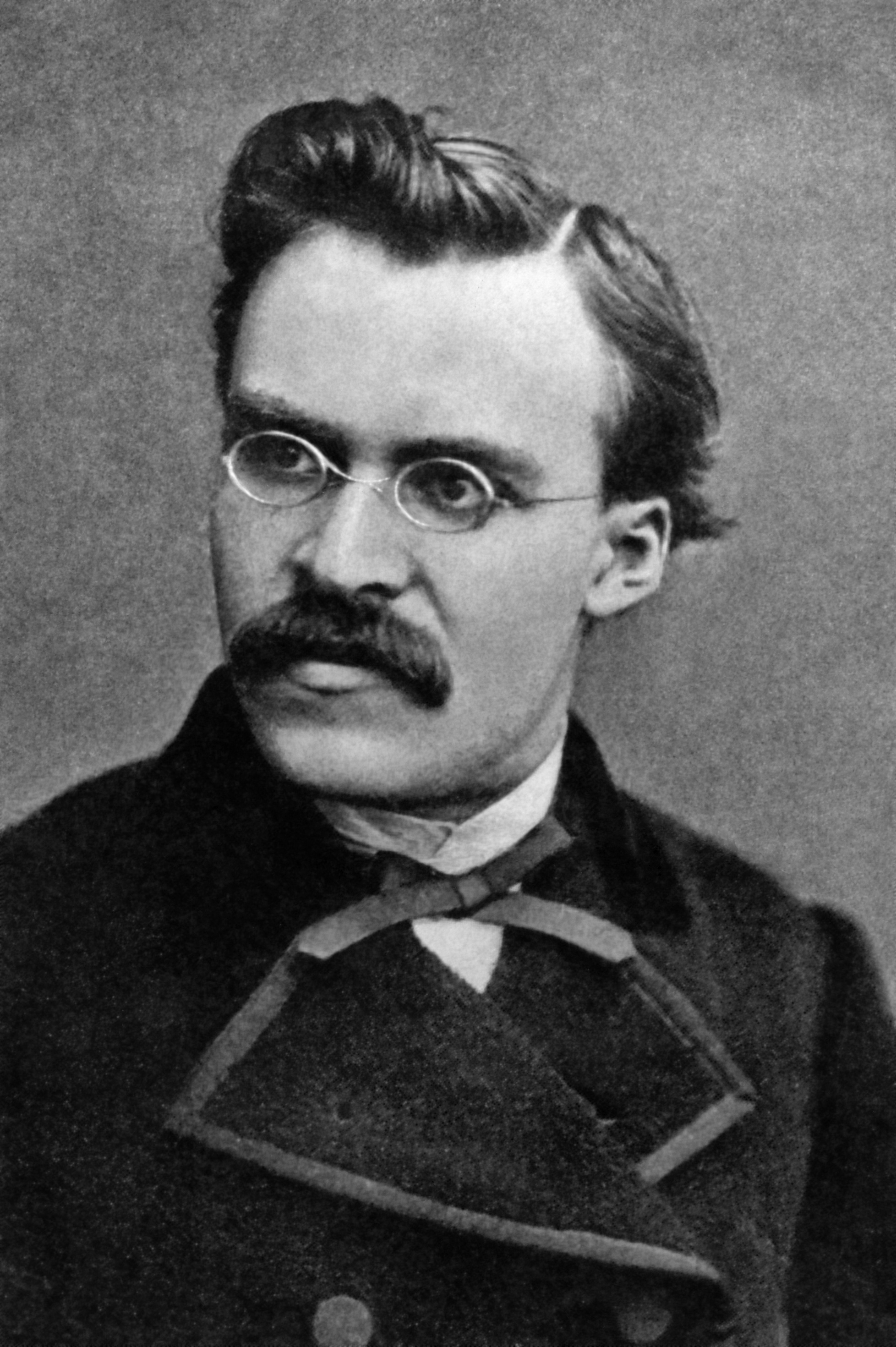
Friedrich Nietzsche

Pathos della distanza è un'espressione usata da Friedrich Nietzsche per indicare la "forza emotiva", il comportamento tipico della figura dell'aristocratico che nasce dalla contrapposizione delle classi dove prevale il più forte, che fa parte della casta dominante e che incarna lo spirito dionisiaco, colui, cioè che è capace di guardare lontano e da una posizione sociale sopraelevata coloro che sono destinati a servirlo. 

## L'aristocratico
Lo stesso aristocratico ha assunto i gradi più alti del potere abituandosi a obbedire a sua volta e quindi a comandare, uscendo cioè dalla sua condizione di semplice uomo per avviarsi a quella dell'«autosuperamento dell'uomo»
L'elevazione dell'uomo può avvenire solo tenendo in basso l'altro, tenendolo a distanza. Così è avvenuto in tutte le società aristocratiche, che noi chiamiamo "barbare", dove i barbari sono i più forti coloro che dominano le «civiltà marcescenti» dove la classe dominante perde la sua volontà di dominio e non è più capace di «[accogliere] con tranquilla coscienza il sacrificio di innumerevoli esseri umani che per amor suo devono essere spinti in basso e diminuiti sino a diventare uomini incompleti, schiavi, strumenti.» 
La società non nasce quindi dalla solidarietà ma è solo un'impalcatura su cui sovrasta il migliore: l'aristocratico. «Trattenerci dall'offesa, dalla violenza, dallo sfruttamento» può valere tra pari non tra signori e servi. La compassione per i più deboli non ha senso poiché in questo modo si abbassa l'essenza del vivente. La virtù dell'aristocratico è «non avere compassione delle classi di schiavi ringhianti, conculcati, sediziosi che anelano al dominio, essi lo chiamano libertà» 

### La vittoria degli schiavi
Ma nella storia si è verificata la "vittoria della morale degli schiavi", con il capovolgimento di tutti i valori dell'aristocraticità: ora «[i] miserabili soltanto sono i buoni; solo i poveri, gli impotenti, gli umili sono buoni, i sofferenti, gli indigenti, gli infermi, i deformi sono anche gli unici devoti, gli unici uomini pii, per i quali solo esiste una beatitudine – mentre invece voi, voi nobili e potenti, siete per l'eternità i malvagi, i crudeli, i lascivi, gli insaziati, gli empi e sarete anche eternamente gli sciagurati, i maledetti e i dannati» 
Il cristianesimo ha fomentato lo spirito di risentimento dei deboli elevandolo a valore di uguaglianza:

## Il pathos della distanza nel pensiero greco arcaico
Il senso del nicciano "pathos della distanza" è stato ripreso da Giorgio Colli che lo identifica nel pensiero greco arcaico fino al giovane Platone caratterizzato da una dimensione dionisiaca, misterica, iniziatica che si perderà con la filosofia di Aristotele e Teofrasto.
Il pathos della distanza, la libertà, l’interiorità, il dionisiaco hanno identificato la grandezza dei filosofi arcaici: «Il senso del distacco, l’essere sempre al di fuori di fronte a ciò che si presenta, l’opporsi ad ogni trascinamento e ad ogni livellamento» all'opposto di chi, come Protagora, proclama l'uguaglianza degli uomini. I primi filosofi greci goderono di una libertà politica senza limiti che permise loro di porsi orgogliosamente nei confronti del potere e del demos, di affermare le loro scomode verità: «Nessuna potenza terrena tollerò in seguito alcunché di simile»

## Il pathos della distanza nell'intellettuale
Il critico letterario Cesare Cases riprendendo il concetto nicciano di "pathos della distanza" lo applica all'opera di Italo Calvino dove nota il distacco di certi suoi personaggi non solo aristocraticamente ma anche materialmente lontani e in alto rispetto al volgo che vive in basso. È il caso del  "barone rampante" Cosimo Piovasco che dagli alberi dove viveva continuava a essere «accosto a noi quasi come prima. Era un solitario che non sfuggiva la gente. Anzi si sarebbe detto che solo la gente gli stesse a cuore. Si portava sopra i posti dove c'erano i contadini che zappavano, che spargevano il letame, che falciavano i prati.» Ma mentre la vita sugli alberi del barone è sì una presa di distanza dagli uomini, ma è anche un senso di condivisione dei loro destini, di simpatia, di amicizia, ben diverso è invece il nicciano "pathos della distanza" che è non solo "orizzontale", nella separazione degli aristocratici dal volgo, ma anche "verticale", espressione di potere, tra signori e servi. 
Cases coglie nel concetto di pathos della distanza il privilegio e la pena dell’intellettuale, che se da un lato può porsi in una posizione di distanza e superiorità, dall’altro deve poi fare i conti con il sentimento di separatezza e inadattabilità alla realtà concreta.